# Степанов, Михаил Иванович (1913)
Михаи́л Ива́нович Степа́нов (25 апреля 1913 — ?) — советский футболист, нападающий.

## Биография
Всю недолгую карьеру провёл в ленинградских клубах. В 1936 году в матче 1/64 финала Кубка СССР 18 июля сыграл в составе «Буревестника» против «Динамо-2» Москва (2:6). В 1937 и 1939 годах играл за «Красную зарю» / «Электрик», в 1940 году провёл 14 матчей, забил 4 мяча в составе «Зенита», в неоконченном чемпионате 1941 года сыграл 4 матча. Дальнейшая судьба неизвестна.